# Sunosaki-Klasse
Die Sunosaki-Klasse (japanisch 洲埼型給油艦 Sunosaki-gata kyūyukan) war eine Klasse von zwei Versorgungsschiffen der Kaiserlich Japanischen Marine, die im Zweiten Weltkrieg zum Einsatz kamen.

## Geschichte
Die Klasse wurde zusammen mit der größeren Ashizuri-Klasse entwickelt zur Unterstützung der Flugzeugträger der japanischen Marine. Für diese hielten sie neben Verbrauchsgütern – Flugbenzin, Schmierstoffe und Ersatzteile – auch eine Instandsetzungswerkstatt für beschädigte Flugzeuge bereit.
Im Rahmen des 4. Kreis-Bauprogramms (Maru 4 Keikaku) von 1939 wurde eine Einheit mit der Baunummer 109 geordert. Diesem folgten im Kreis-Zusatzprogramms (Maru Rin Keikaku) von Oktober 1940 vier weitere Einheiten mit den Baunummern 233 bis 236. Die spätere Sunosaki (103) und Takasaki (233) wurden bei Mitsubishi in Nagasaki im März bzw. Juli 1942 auf Kiel gelegt und bis September 1943 in Dienst gestellt. Die Bauaufträge für die Einheiten mit den Baunummern 234 bis 236 wurden bereits vor deren Kiellegung 1942 storniert.

## Einheiten
| Bau-Nr. | Name               | Bauwerft                    | Kiellegung                  | Stapellauf                  | Indienststellung            | Verbleib                                                                     |
| ------- | ------------------ | --------------------------- | --------------------------- | --------------------------- | --------------------------- | ---------------------------------------------------------------------------- |
| 103     | Sunosaki (洲埼)    | Mitsubishi, Nagasaki        | 25. März 1942               | 28. Dezember 1942           | 15. Mai 1943                | versenkt am 4. Oktober 1944 durch amerik. Luftangriff, in der Manilabucht    |
| 233     | Takasaki (高崎)    | Mitsubishi, Nagasaki        | 16. Juli 1942               | 3. Mai 1943                 | 2. September 1943           | versenkt am 5. Juni 1944 durch das amerik. U-Boot USS Puffer, in der Sulusee |
| 234     | Tsurugisaki (剣埼) | Bauaufträge 1942 storniert. | Bauaufträge 1942 storniert. | Bauaufträge 1942 storniert. | Bauaufträge 1942 storniert. | Bauaufträge 1942 storniert.                                                  |
| 235     | Kōzaki (神埼)      | Bauaufträge 1942 storniert. | Bauaufträge 1942 storniert. | Bauaufträge 1942 storniert. | Bauaufträge 1942 storniert. | Bauaufträge 1942 storniert.                                                  |
| 236     | Hijirizaki (聖埼)  | Bauaufträge 1942 storniert. | Bauaufträge 1942 storniert. | Bauaufträge 1942 storniert. | Bauaufträge 1942 storniert. | Bauaufträge 1942 storniert.                                                  |

## Technische Beschreibung

### Rumpf
Der Rumpf der Schiffe der Sunosaki-Klasse war 107,53 Meter lang, 15,03 Meter breit und hatte bei einer Standardverdrängung von 4.537 Tonnen einen Tiefgang von 5,03 Metern.

### Antrieb
Der Antrieb erfolgte durch zwei – von Mitsubishi in Lizenz hergestellten – MAN-Dieselmotoren, mit denen eine Gesamtleistung von 4.500 PS (3.310 kW) erreicht wurde. Die Leistung wurde an zwei Wellen mit je einer Schraube abgegeben. Die Höchstgeschwindigkeit betrug 16 Knoten (30 km/h) und die maximale Fahrstrecke 4.000 Seemeilen (7.408 km) bei 14 Knoten.

### Bewaffnung
Die flugabwehrfähige Bewaffnung bestand aus zwei 12-cm-Geschützen des Typ 10 in Kaliberlänge 45 in zwei Einzellafetten und vier 2,5-cm-Maschinenkanonen Typ 96 in zwei Doppellafetten.
Die 12-cm-Geschütze verschossen im Einsatz rund 6 bis 8 Schuss pro Minute, die effektive Reichweite lag bei etwa 10 Kilometern bei 75° Rohrerhöhung und die um 360° drehbaren Lafetten hatten einen Höhenrichtbereich von −10° bis +75°. Die 2,5-cm-Maschinenkanonen verschossen im Einsatz rund 110 bis 120 Schuss pro Minute, die effektive Reichweite lag bei etwa 3 Kilometern bei 85° Rohrerhöhung.

### Frachtkapazität
Die Frachtkapazität betrug 1.080 ts Flugbenzin und 440 ts Munition.

## Besatzung
Die Besatzung hatte eine Stärke von 161 Offizieren, Unteroffizieren und Mannschaften.